# Isaac Nicola
Isaac Noel Nicola Romero (* 11. April 1916 in Havanna; † 14. Juli 1997 ebenda) war ein kubanischer Gitarrist und Musikpädagoge. Er war Mitbegründer der modernen kubanischen Gitarrenschule.

## Leben
Nicola studierte Gitarre bei seiner Mutter Clara Romero am Havana Municipal Conservatory und schloss dieses Studium 1934 ab. Anschließend studierte er Harmonik und Musikgeschichte. Ab 1939 studierte er bei Emilio Pujol, einem Schüler Francisco Tárregas in Paris. Zusammen mit Pujol erforschte er die Geschichte und Literatur zu dem spanischen Zupfinstrument Vihuela. Die Forschungen dazu brachten ihn nach Paris, London, Madrid, Barcelona und New York.
Nicola konzertierte und unterrichtete im In- und Ausland. Während seiner Zeit in New York unterhielt er eine langjährige Beziehung mit dem kubanischen Gitarristen José Rey de La Torre, mit dem er 1947 in Havanna ein Konzert gab. In den Jahren nach seiner Rückkehr nach Kuba gab Nicola zahlreiche Konzerte. 1957 fand das letzte dieser Konzerte statt, bei dem er das berühmte Stück Danza Característica von Leo Brouwer uraufführte.
1942 begann Nicola als Ersatz für seine Mutter Clara Romero am Pro-Arte Musical zu unterrichten. Er war zunächst ab 1948 Hilfsprofessor am Conservatorio Municipal de La Habana, bis er 1951 zum Titularprofessor ernannt wurde und schließlich Direktor des Konservatoriums wurde. Er wirkte dort fast 50 Jahre lang.
Von da an widmete er sich ganz dem Unterrichten, unterstützt von anderen engagierten Mitarbeitern wie den Professoren Marta Cuervo, Marianela Bonet, sowie seiner Schwester Clara (Cuqui) Nicola. Nicola überarbeitete und verfeinerte die Methodik der Gitarrenschule seiner Mutter. Zusammen mit seiner Schwester Clara sowie anderen Gitarristen und Professoren arbeitete Nicola daran, eine einheitliche Methodik für alle Musikschulen in Kuba umzusetzen. Dieses neuentwickelte didaktische System wurde zur Grundlage für die akademische Ausbildung mehrerer Generationen kubanischer Gitarristen.
Im Jahr 1982 war Nicola einer der Gründer des Internationalen Gitarrenfestivals in Havanna, bei dem er dauerhaft als Juror tätig war.
Zu seinen Schülern zählten unter anderen Leo Brouwer, Jesús Ortega, Marta Cuervo, Clara Nicola, Carlos Molina, Flores Chaviano and Efraín Amador Piñero.
Sein Sohn Noel Nicola (1946–2005) wurde als Singer-Songwriter bekannt.

## Auszeichnungen
- 1997: Premio Nacional de Enseñanza Artística (Nationaler Preis für künstlerische Lehre)
- 1997: Premio Nacional de Música (Nationaler Preis für Musik)
- 1981: „Félix Varela“ Orden